# Vale of Glamorgan (1974–1996)
Vale of Glamorgan var ett distrikt i grevskapet South Glamorgan, i Wales. Detta distrikt hade 114 800 invånare år 1992. Distriktet upprättades den 1 april 1974 genom att boroughs Barry och Cowbridge, stadsdistriktet Penarth slogs ihop med del av landsdistrikten Cardiff och Cowbridge. Det avskaffades 1 april 1996 och blev en del av Vale of Glamorgan.